# Музей Феша
Музей Феша (фр. musée Fesch) — музей изобразительных искусств в городе Аяччо, на острове Корсика, обладающий крупной коллекцией старинной живописи.

## История
Жозеф Феш, именем которого назван музей, был единоутробным братом Летиции Рамолино, матери Наполеона Бонапарта. Феш был католическим священником. После прихода Наполеона к власти он стал кардиналом и архиепископом Лиона. Отличавшийся, по многим свидетельствам, склонностью к мздоимству, и пользуясь покровительством императора, Феш скопил огромное состояние, но его главной страстью было коллекционирование живописи. В ходе Наполеоновских войн огромное количество старинных полотен меняло владельцев в результате военных походов, реквизиций и смены власти во многих государствах Европы, что предоставляло большие возможности для богатых коллекционеров.

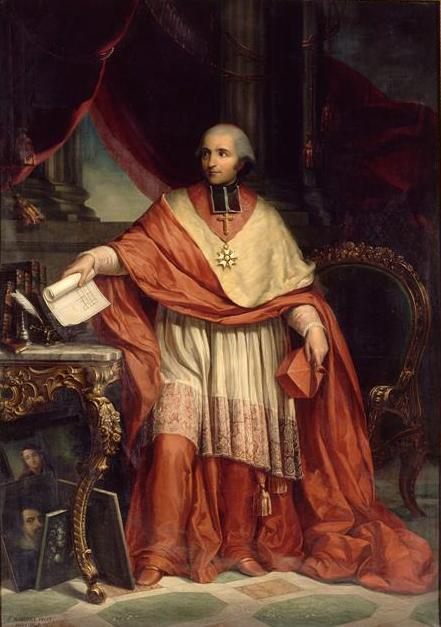
Портрет кардинала Феша из коллекции музея

После окончания Наполеоновских войн многие произведения искусства были возвращены из Франции их прежним владельцам, но это не коснулось коллекции Феша. В бытность кардиналом он активно заступался за Папу Римского Пия VII в ходе его споров с Наполеоном. Папа ответил ему любезностью на любезность, и после 1815 года кардинал Феш и Летиция Рамолино проживали в Риме в собственном особняке — Палаццо Бонапарте, — а их материальные богатства остались при них.
После смерти кардинала Феша в его коллекции было около 16 тысяч картин. Одну тысячу из них, а также свою богатую библиотеку кардинал завещал городу Аяччо, и ещё 300 — другим городам Корсики.
Строительство музея в Аяччо для размещения подаренных картин началось при жизни кардинала и велось на его средства. Строительство длилось с 1828 по 1852 год. К этому времени началась эпоха Второй империи, когда Бонапарты снова оказались у власти во Франции, и материально поддержали музей. При здании была построена часовня, где позднее были похоронены многие члены семьи Бонапарт. Во дворе музея была установлена статуя кардинала работы скульптора Дюбре.
В 1979—1990 годах была проведена реставрация музея, в 2008—2010 — ещё одна. На сегодняшний день музей имеет более 20 залов на четырёх этажах, библиотеку и зрительный зал для мероприятий.

## Экспонаты
Главной гордостью музея является коллекция итальянской живописи, включая работы Сандро Ботичелли, Джованни Беллини, Перуджино, Микеланджело, Фра Бартоломео, Тициана, Веронезе, Джорджо Вазари и целого ряда других. Достаточно значительно представлена живопись Нидерландов. Особняком стоит крупная коллекция из 700 работ (картин и скульптур) связанных с эпохой Наполеона, а также его племянника, Наполеона III. Кроме этого, в музее можно увидеть репрезентативную коллекцию корсиканской живописи.

## Избранные картины собрания

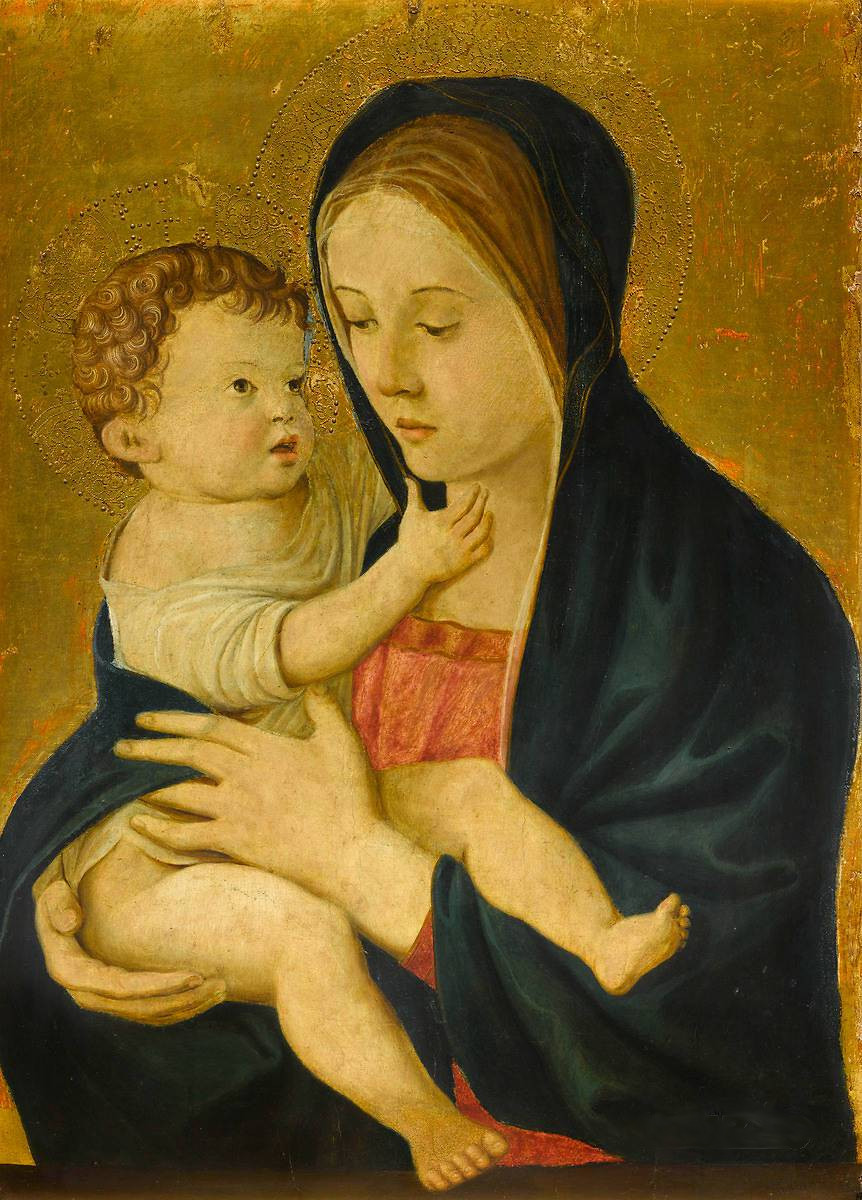
Джованни Беллини. Мадонна с Младенцем
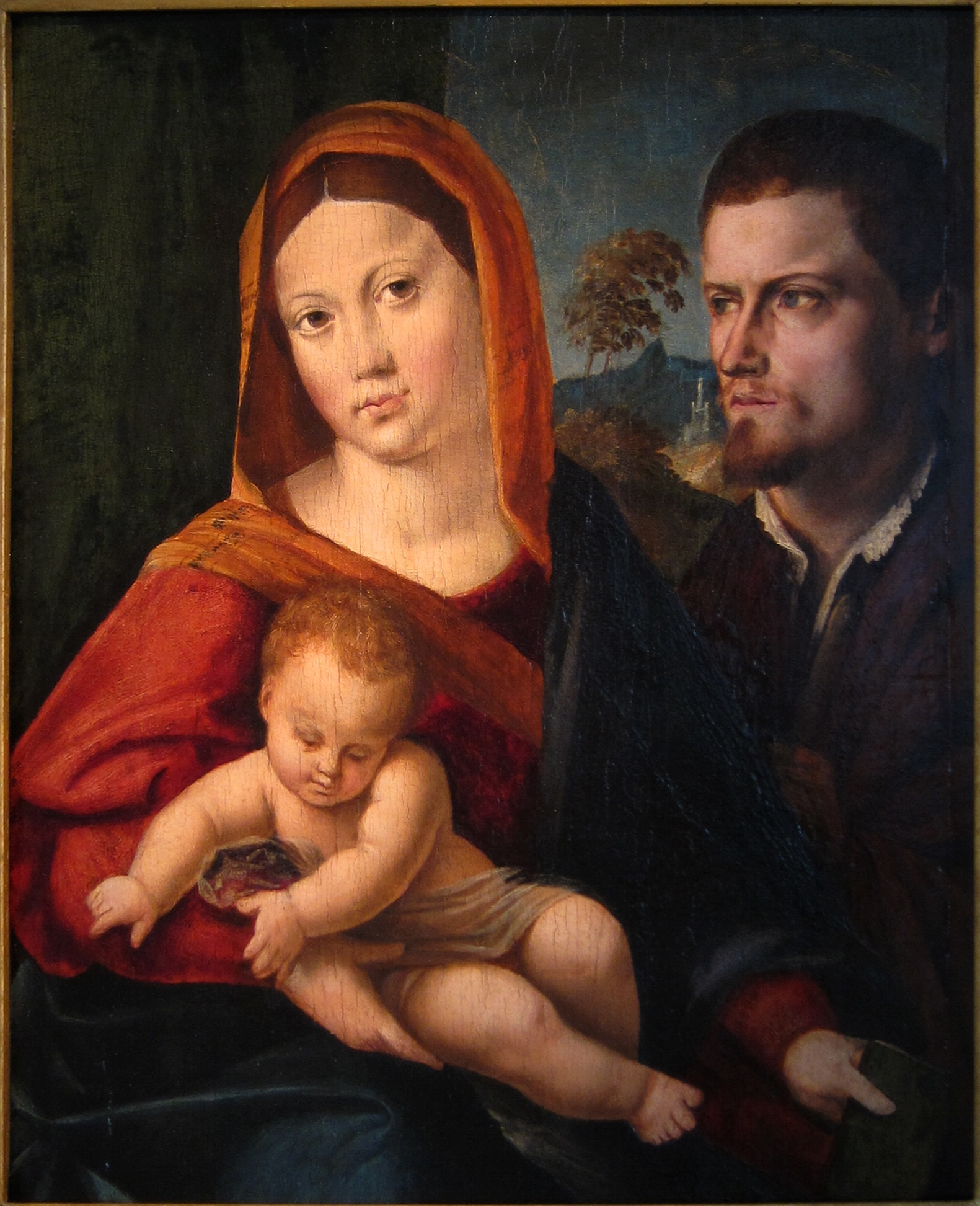
Никколо Пизано. Святое семейство
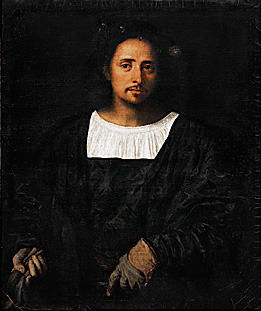
Тициан. Мужчина с перчаткой
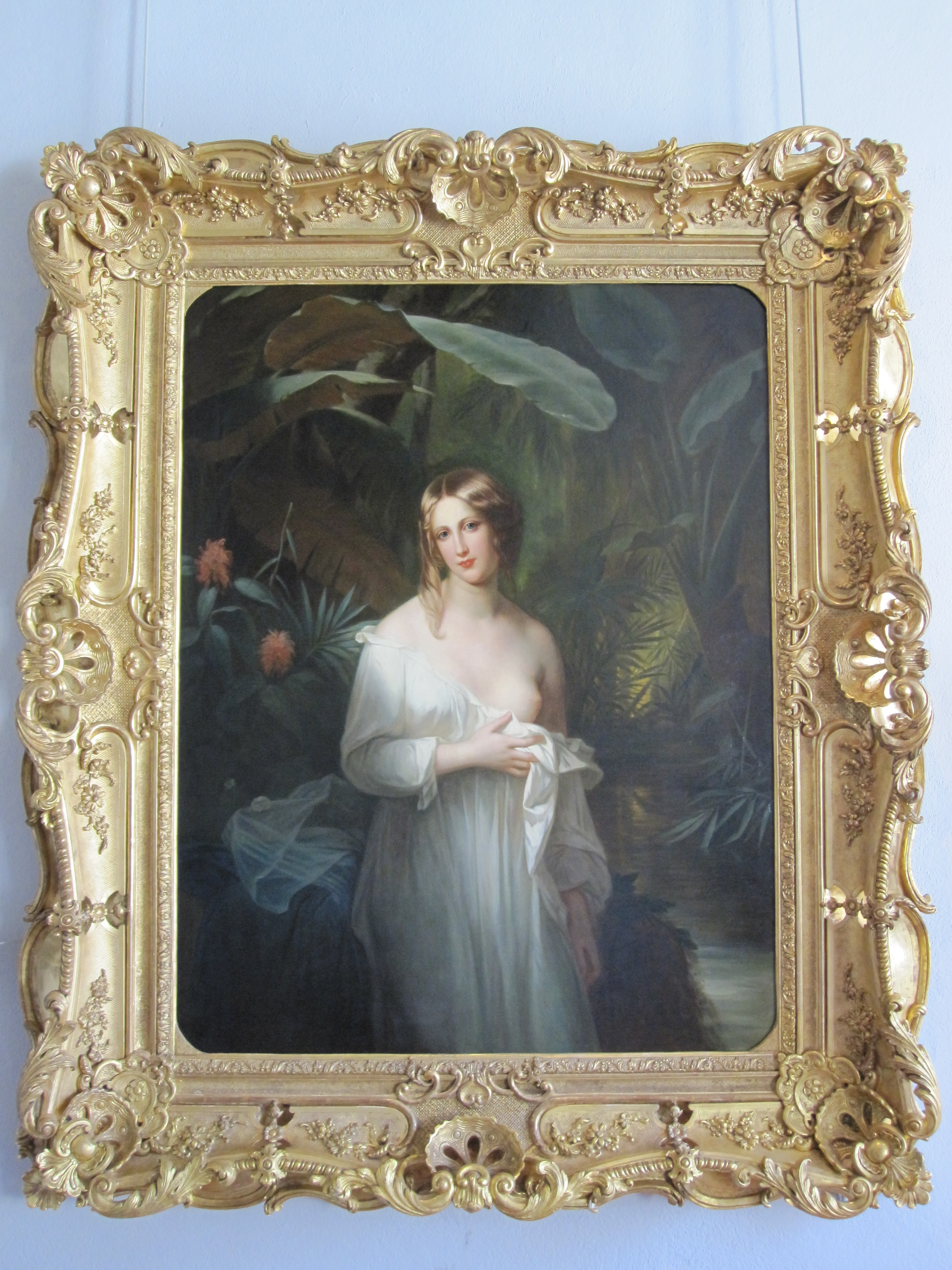
Портрет девушки. Автор не указан
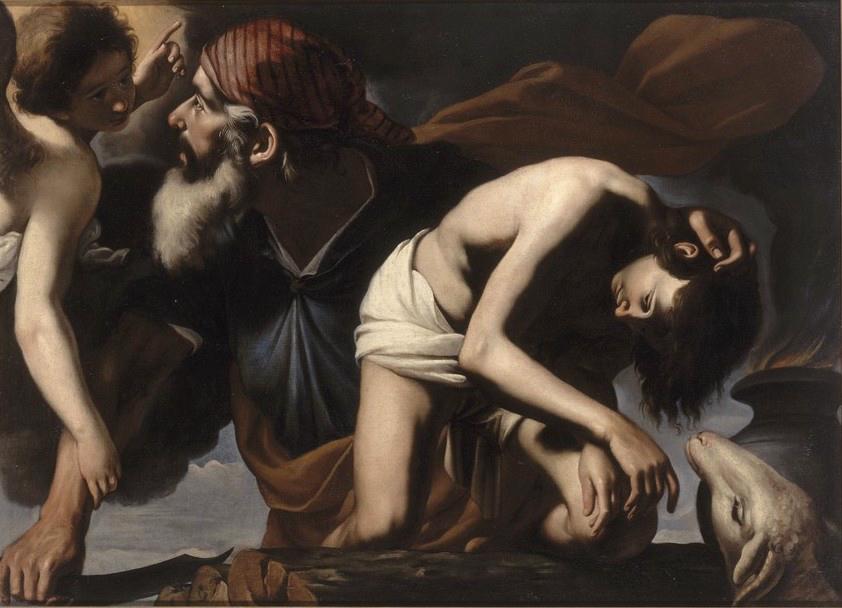
Грегорио Претти. Жертвоприношение Авраама

## Комментарии
1. ↑  В частности, такая точка зрения приводится в ЭСБЕ[1].
2. ↑  В 1811 году Феш был президентом собора французского духовенства в Париже, высказался здесь определённо против унизительного обращения Наполеона с папой и этой своей неожиданной самостоятельностью вызвал сильный гнев Наполеона, который удалил его в почётное изгнание в Лион. После вступления союзников на французскую территорию Феш вместе со своей сестрой Летицией бежал в Рим, где и провёл остаток жизни[1].